# Сэмюэл, Дэвид Герберт, 3-й виконт Сэмюэл
Дэвид Герберт Сэмюэл, 3-й виконт Сэмюэл (англ. David Herbert Samuel, 3rd Viscount Samuel; ивр. דוד הרברט סמואל‎; 8 июля 1922 — 7 октября 2014) — англо-израильский химик и нейробиолог.

## Биография
Родился 8 июля 1922 года в Иерусалиме. Старший сын Эдвина Сэмюэла, 2-го виконта Сэмюэла (1898—1978), и Хадассы Гур (? — 1986), внук британско-еврейского дипломата Гербкерта Сэмюэла, 1-го виконта Сэмюэла (1870—1963). Троюродный брат Розалинды Франклин.
Он закончил Баллиол-колледж Оксфордского университета, где в 1948 году получил степень магистра искусств, и Еврейский университет в Иерусалиме, Израиль, в 1953 году со степенью доктора философии.
Он получил звание капитана в Королевской артиллерии. Участвовал во Второй мировой войне в Индии, Бирме и Суматре, где он упоминался в донесениях.
Затем он начал выдающуюся академическую карьеру и был одним из отцов-основателей факультета химии в Институте Вейцмана в Реховоте, Израиль.
В конце своей карьеры его научные интересы переместились от физической химии (в частности, химической кинетики) к нейробиологии. Он был автором более 300 публикаций, а также книги «Память: как мы её используем, теряем её и можем её улучшить».
С 14 ноября 1978 года по 11 ноября 1999 года он был членом Палаты лордов Великобритании, хотя его единственное упоминание в официальном отчете Hansard, относится к моменту принятия присяги в 1995 году. Это сделало его единственным израильтянином, когда-либо занимавшим эту должность.
В 1996 году Дэвид Сэмюэл был награждён званием кавалера Ордена Британской империи.

## Личная жизнь
Виконт Сэмюэл был женат пять раз. 5 мая 1950 года он женился первым браком на Эстер Береловиц, дочери Якоба Береловиц, с которой развелся в 1957 году. Дети от первого брака:
- Достопочтенная Джудит Сэмюэл (род. 29 января 1951), в 1987 году она вышла замуж за доктора Дэниэла Далиота, от брака с которым у неё было двое детей.

14 декабря 1960 года он женился вторым браком на Ринне Гроссман (род. 1921), дочери Меира Гроссмана, с которой развелся в 1979 году. Дети от второго брака:
- Достопочтенная Наоми Рэйчел Сэмюэл (род. 27 мая 1962), в 1992 году она вышла замуж за Нира Вильфа, от брака с которым у неё было четверо детей.

В 1980 году в третий раз в Канаде он женился на Веронике Энгельгардт, дочери Эрнеста Энгельгардта, с которой развелся в 1993 году. В июле 1997 года в Сан-Франциско (Калифорния, США) он женился в четвертый раз на Еве Блэк, дочери Дэвида Блэка. Его пятая и последняя жена Рути пережила его.
Самуэль умер в Тель-Авиве в октябре 2014 года в возрасте 92 лет. Он был похоронен на Реховотском кладбище. Наследником титула стал его младший брат Дэн Джуда Сэмюэл (1925—2014). Однако он умер в ноябре 2014 года и получил титул «Виконт Сэмюэл» только на месяц. Ему наследовал его сын Джонатан Герберт Сэмюэл (род. 1965) на посту 5-го виконта Сэмюэля.